# 梅溪河大桥
梅溪河大桥是位于中华人民共和国重庆市奉节县的一座跨过梅溪河的斜拉橋，主跨386米。此桥完成于2010年，随沪蓉高速公路奉节段一起建成通车。受三峡大坝蓄水造成的梅溪河的水位上升影响，目前梅溪大桥的桥下净空为145米。